# Флеро
Флеро (італ. Flero) — муніципалітет в Італії, у регіоні Ломбардія, провінція Брешія.
Флеро розташоване на відстані близько 440 км на північний захід від Рима, 80 км на схід від Мілана, 7 км на південний захід від Брешії.
Населення — 8751 особа (2014).
Щорічний фестиваль відбувається 25 січня. Покровитель — святий Павло.

## Демографія
Населення за роками:

Станом на 1 січня 2023 року в муніципалітеті офіційно проживало 677 іноземців з 51 країни, серед них 140 громадян країн Євросоюзу та 35 громадян України.

## Сусідні муніципалітети
- Брешія
- Капріано-дель-Колле
- Кастель-Мелла
- Понкарале
- Сан-Цено-Навільйо